# Marie Le Drian
Pour les articles homonymes, voir Le Drian.
Œuvres principales
Le Petit Bout du L (1992)
La Cabane d'Hippolyte (2001)
Ça ne peut plus durer (2003)
 Le Corps perdu de Suzanne Thover, (2013)
Marie Le Drian, née à Lanester (Bretagne), est une écrivaine française.

## Biographie
Marie Le Drian est née le 5 septembre 1949 à Lanester (Morbihan). Elle fait ses études à Rennes, où elle devient ingénieure d'études en sociologie au CNRS (en 1992). Puis elle travaille à Paris durant plusieurs années. Elle publie son premier récit « Keraliguen » en 1983. Suivront des nouvelles et des romans dont « Le Petit Bout du L » et « Hôtel maternel ». En 1999, elle obtient une bourse du Canton de Berne (Suisse) et passe une année dans la ville bilingue de Bienne. Année durant laquelle elle écrit « La Cabane d’Hippolyte ». À son retour en France, elle quitte Paris et s’installe définitivement en Bretagne, à Clohars-Carnoët (Finistère) où elle se consacre à l’écriture. En 2003, elle publie « Ça ne peut plus durer » (prix du roman de la Ville de Carhaix), aux éditions du Chemin de fer, en 2006, « On a marché sur la tête », en 2007, « Attention éclaircie » (Éditions de la Table Ronde). En 2013, elle publie « Le Corps perdu de Suzanne Thover » aux Éditions Apogée.
Elle est sœur de Jean-Yves Le Drian et de Thérèse Thiery.

## Œuvres
- Marie Le Drian (ill. Claude Huart), Keraliguen (croquis), éd. Kerguelen, juin 1984 (présentation en ligne)
- Marie Le Drian (préf. Pierre-Jakez Hélias), Les Femmes de là-bas (nouvelles), éd. Kerguelen, mai 1988, 84 p. (présentation en ligne)
- Marie Le Drian (ill. Claude Huart), Marie poupée (récit), éd. Kerguelen, décembre 1990, 1re éd., 153 p. (présentation en ligne)
  - Marie Le Drian (ill. Claude Huart), Marie Henry, Gauguin et les autres (nouveau titre) (récit), éd. Blanc Silex, juin 2003, 2e éd., 109 p. (ISBN 978-2-913969-88-9, présentation en ligne)
  - Marie Le Drian (ill. Claude Huart), Marie Henry, Gauguin et les autres (nouveau titre) (récit), Rennes, éd. La Part commune, novembre 2011, 3e éd., 125 p. (ISBN 978-2-84418-241-8)
- Marie Le Drian, Le Petit Bout du L (roman), Paris, éd. Robert Laffont, août 1992, 1re éd., 235 p. (ISBN 2-221-07311-8, présentation en ligne)Grand prix des écrivains bretons 1993
  - Marie Le Drian, Le Petit Bout du L (roman), Rennes, éd. La Part commune, novembre 2010, 2e éd., 288 p. (ISBN 978-2-84418-213-5)
- Marie Le Drian, Le dimanche on va au restaurant (roman), Paris, éd. Robert Laffont, mars 1994, 1re éd., 175 p. (ISBN 2-221-07694-X, présentation en ligne)
  - Marie Le Drian, Le dimanche on va au restaurant (roman), Rennes, éd. La Part commune, novembre 2011, 2e éd., 190 p. (ISBN 978-2-84418-240-1)
- Marie Le Drian, Hôtel maternel (roman), Paris, éd. Julliard, juin 1996, 166 p. (ISBN 2-260-01428-3, présentation en ligne)
- Marie Le Drian, Poche avant droite (nouvelles), Spézet, éd. Coop Breizh, août 2000, 124 p. (ISBN 978-2-84346-127-9, présentation en ligne)
- Marie Le Drian, La Cabane d'Hippolyte (roman), Paris, éd. Julliard, février 2001, 1re éd., 233 p. (ISBN 2-260-01555-7, présentation en ligne)Prix Breizh du roman 2001
  - Marie Le Drian, La Cabane d'Hippolyte (roman), Spézet, éd. Coop Breizh, coll. « poche », septembre 2007, 2e éd., 224 p. (ISBN 978-2-84346-323-5, présentation en ligne)
- Marie Le Drian, Ça ne peut plus durer (roman), éd. Julliard, mars 2003, 1re éd., 220 p. (ISBN 978-2-260-01611-3, présentation en ligne)Prix du roman de la ville de Carhaix 2003[4]
  - Marie Le Drian, Ça ne peut plus durer (roman), Rennes, éd. La Part commune, octobre 2012, 2e éd., 240 p. (ISBN 978-2-84418-259-3)
- Marie Le Drian (ill. Raphaël Larre), On a marché sur la tête (roman), Éditions du Chemin de fer, novembre 2006, 63 p. (ISBN 978-2-916130-04-0, présentation en ligne)
- Marie Le Drian, Au temps des baraques : dans la Bretagne des souvenirs et des objets d'après guerre (souvenirs), Le Faouët, Liv'Éditions, mars 2007, 128 p. (ISBN 978-2-84497-108-1, présentation en ligne)
- Marie Le Drian, Attention éclaircie (roman), Paris, éd. La Table ronde, coll. « Vermillon », août 2007, 224 p. (ISBN 978-2-7103-2988-6, présentation en ligne)Traduit en italien par Simona Mambrini sous le nom Possibili schiarite éd. Voland
- Yvon le Bras et Marie Le Drian, L'Apocalypse selon Jean Renault : journal d'atelier et genèse d'un cycle (Yvon le Bras) suivi de Viens et vois (Marie Le Drian), Spézet, éd. Coop Breizh, juin 2011, 128 p. (ISBN 978-2-84346-443-0)
- Marie Le Drian, Le Corps perdu de Suzanne Thover, Rennes, éd. Apogée, septembre 2013, 256 p. (ISBN 978-2-84398-433-4, présentation en ligne)

Prix Jean Bernard de l’Académie de Médecine 2014